# 괴산 적석리 소나무
괴산 적석리 소나무는 충청북도 괴산군 연풍면 적석리에 있는 소나무이다. 대한민국의 천연기념물 제383호로 지정되어 있다.